# Castelo Peñaflor
O castelo Peñaflor é um castelo localizado no município de Cuerva, Castela-Mancha, Espanha.
Foi provavelmente construído durante o reinado de Afonso X de Castela no século XIII. Foi adquirido a Henrique IV de Castela no século XV por um indivíduo com o sobrenome Guevara. Posteriormente foi vendido a Garcilaso de la Vega, pai do poeta homónimo, e foi herdado pelo seu filho mais velho, Pedro Laso de la Vega, que vivia em Cuerva. No final do século XVI o castelo deteriorou-se e foi abandonado.